# دانيال دي أوليفيرا
دانيال دي أوليفيرا (بالإسبانية: Daniel De Oliveira) (22 أبريل 1970 بكاراكاس في فنزويلا - ) هو مدرب كرة قدم ولاعب كرة قدم فنزويلي في مركز الوسط. لعب مع دي.سي. يونايتد ونادي كارابوبو وديبورتيفو ميراندا وTrujillanos F.C. ‏ وNew Orleans Storm ‏ ونادي لويس أنخيل فيربو وStaten Island Vipers ‏ وDallas Sidekicks (1984–2004) ‏.

## وصلات خارجية
- دانيال دي أوليفيرا على موقع قاعدة بيانات كرة القدم.إي يو (الإنجليزية)
- دانيال دي أوليفيرا على موقع ناشيونال فوتبول تيمز (الإنجليزية)